# Khalil Mardam Bey
Pour les articles homonymes, voir Mardam-Bey.
Khalil Mardam Bey (en خليل مردم بك ; né en 1895 et mort le 21 juillet 1959) était un poète syrien qui a composé l'hymne national syrien.

## Biographie
Khalil est né à Damas, dans une célèbre famille. Il est l'un des fils du général ottoman, homme d'État et vizir Lala Kara Mustafa Pacha.
En 1926, il est choisi comme chef de l'association syrienne de littérature, qui a été un peu plus tard, dissoute par les autorités françaises.
Il a étudié la littérature anglaise à Londres, et a enseigné la littérature arabe dans une université syrienne.
Ces grands ouvrages incluent Al-Diwan (الديوان) et A’imat al-Adab (أئمة الأدب). En plus d'avoir écrit l'hymne national syrien, il a écrit plusieurs chansons pour le parti Baath, dont l'hymne du parti. Il a été le président de l'association de langue arabe de Damas de 1953, jusqu'à sa mort en 1959.